# Minnesbergs tegelbruk

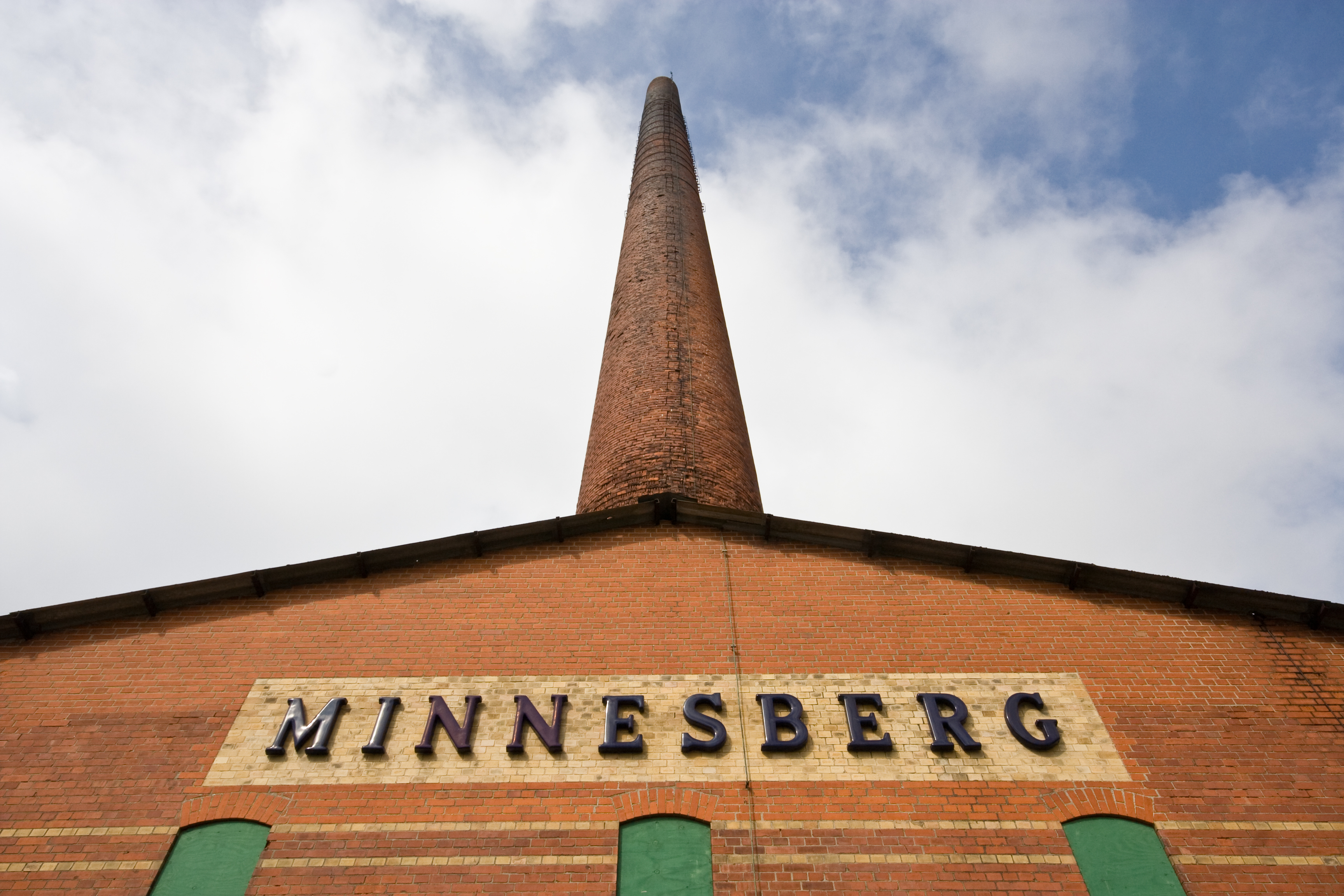
Tegelbrukets skorsten

Minnesbergs tegelbruk låg vid Mariebergs järnvägsstation vid Lund-Trelleborgs järnväg  År 1882 övertogs ett äldre tegelbruk med två periodiska ugnar. Dessa revs omkring 1895. Senare ändrades järnvägsstationens namn till Minnesberg. År 1888 blev bruket ett aktiebolag med namnet Minnesbergs Tegelbruks AB. År 1900 var aktiekapitalet 400.000:-, år 1926 hade det ökat till 700.000:-. År 1889 byggdes en zig-zagugn (sick-sackugn) med 12 kammare och 8000 tegel per kammare. År 1896 tillkom en ringugn med 18 kammare och 8000 tegel per kammare. År 1900 tillkom ytterligare en ringugn med 18 kammare, denna med 15000 tegel per kammare.  Tegelbruket blev berömt för det hållbara och vackra röda fasadteglet. År 1912 var bruket Sveriges största tillverkare av rött fasadtegel. Bruket tillverkade även taktegel med brun, brunröd, matt svart och blank svart glasyr. År 1897 fick företaget licens att tillverkade Fournier-förbländertegel enligt Stern och Pollacks patent, där det ingår två olika lersorter. Även Chicagoförbländer tillverkades med importerade leror. 
Året 1903/04 tillverkades 2,42 miljoner fasadtegel, 4,27 miljoner murtegel, 254.943 skorstenstegel, 68.650 handslagna fasadtegel, 202.259 st chicagoförbländetegel, 164.185 formtegel, 119.373 fournierförbländetegel, 16.279 glaserade tegel, 4265 falstaktegel, 21.805 brunnstegel och 68.558 tegelrör. Till ett sammanlagt värde av 198.062:-
År 1913 tillverkade bruket 7 miljoner tegel och var ett av Skånes största tegelbruk. År 1937 tillverkades 5 miljoner tegelstenar 25x12x6,5cm, 0,5 miljoner porösa tegel(densitet 1,4), samma format, 1 miljon falstaktegel och 0,5 miljon tegelrör. År 1938 hade bruket en ringugn och en sicksackugn. Det var 1945 Skånes näst största tillverkare av taktegel. Bruket hade 2 muffelugnar för glacering av tegel. Tegelbruket lades ner år 1993.
I Tidskriften Tegel år 1912 finns en lista med byggnader tillverkade av Minnesbergstegel.
Ett exempel på en byggnad med Minnesbergs fournierförbländer är huset på Clemenstorget 10 i Lund.